# Pseudoligostigma enalassalis
Pseudoligostigma enalassalis là một loài bướm đêm trong họ Crambidae.